# Вихід у трубку
Ви́хід у тр́убку — фаза розвитку хлібних злаків, що характеризується видовженням стебла (соломини). За початок фази приймають початок видовження міжвузлів головного стебла; у середині стебла в цей час можна прощупати стебловий вузол у поверхні.